# Wapen van Wemeldinge

Wapen van Wemeldinge

Het wapen van Wemeldinge werd op 31 juli 1817 bevestigd door de Hoge Raad van Adel aan de Zeeuwse gemeente Wemeldinge. Per 1970 ging Wemeldinge op in de gemeente Kapelle. Het wapen van Wemeldinge is daardoor definitief komen te vervallen als gemeentewapen. In het wapen van Kapelle per 1970 werd het wapen van Wemeldinge opgenomen in het eerste kwartier.

## Blazoenering
De blazoenering van het wapen luidde als volgt:
In keel een St. Andrieskruis van goud.
De heraldische kleuren zijn keel (rood) en goud (goud of geel). Overigens geeft de Hoge Raad van Adel in het register geen beschrijving van het wapen, maar slechts een afbeelding.

## Verklaring
Het wapen is een verwijzing naar de beschermheilige van het dorp: Andreas, die aan een X-vormig kruis werd gekruisigd. Het wapen werd al gebruikt als heerlijkheidswapen sinds de 17e eeuw. Bij de aanvraag voor het wapen in 1813 gaf de gemeente een andere verklaring, namelijk dat het waarschijnlijk vier molenwieken waren, "welke eigenaardig kunnen gezegd worden te wemelen en mitsdien als een naamwapen naar de naam des Heerlijkheid Wemelinge genomen is".

## Verwante wapens

Wapen van Kapelle (sinds 1970)